# 3627 Сеєрс
3627 Сеєрс (3627 Sayers) — астероїд головного поясу, відкритий 28 лютого 1973 року чехословацьким астрономом Любошем Когоутеком. Названий на честь англійської письменниці Дороті Лі Сеєрс (1893—1957).
Тіссеранів параметр щодо Юпітера — 3,526.